# Бранимир
Бранимир је старо словенско мушко име, које потиче од речи бранити и речи мир. 
Женски облици овог имена су Бранимира и Бранимирка.

## Значење
Име Бранимир је сложеница словенских основа бранити и мир, која у преводу значи бранити мир или мирни бранилац. Реч мир је, поред свог основног значења, на старословенском такође значила свет, тако да ово име може значити и бранитељ света.

## Варијанте
Пољски облик овог имена је Бронимир, а постоји и скраћени облик Бромир.

## Популарност
Ово име се сређу у Србији, Хрватској, Бугарској и Словенији. У Хрватској је међу првих сто мушких имена, са преко пет хиљада особа које носе ово име.

## Носиоци имена

### Б
- Бранимир Бабарогић
- Бранимир Бајић
- Бранимир Бојић
- Бранимир Брстина

### В
- Бранимир Вујевић

### Г
- Бранимир Главаш

### Ђ
- Бранимир Ђокић

### Ж
- Бранимир Живојиновић

### З
- Бранимир Замоло

### Ј
- Бранимир Јелић
- Бранимир Јованчићевић
- Бранимир Јочић

### К
- Кнез Бранимир

### Л
- Бранимир Локнер

### Н
- Бранимир Несторовић
- Бранимир Нешић

### П
- Бранимир Пауновић
- Бранимир Петровић
- Бранимир Поповић
- Бранимир Поробић

### Р
- Бранимир Ранчић

### С
- Бранимир Субашић

### Т
- Бранимир Тори Јанковић
- Бранимир Третињак

### Ћ
- Бранимир Ћосић

### Ш
- Бранимир Штулић
- Бранимир Шћепановић